# Refugi de Cortals de l'Ingla
El Refugi dels Cortals de l'Ingla és un refugi de muntanya situat al municipi de Bellver de Cerdanya, a la comarca de la Baixa Cerdanya. És un refugi guardat, propietat de l'ajuntament de Bellver de Cerdanya.

## Situació
El refugi dels Cortals de l'Ingla està situat a la capçalera de la vall de l'Ingla, dins del Parc Natural del Cadí-Moixeró, a 1.610 metres d'altitud. Es troba en el camí de pas del GR-107, conegut com a Camí dels Bons Homes, i també de la travessa Cavalls del vent, que enllaça els refugis del parc natural.

## Història
L'Institut per a la Conservació de la Naturalesa (ICONA) inaugurà el Refugi dels Cortals de l'Ingla el 1971, com a edificació de nova construcció d'estil pirinenc amb planta quadrada i excepcionals vistes. Al principi disposava d'un acabat de luxe, que s'anà deteriorant amb el vandalisme. El 1998 s'inicià una remodelació que coincidí amb l'arribada del nou guarda d'origen flamenc.

## Característiques
Es tracta d'un refugi guardat, amb una capacitat de vint-i-dues places, i amb serveis i equipaments. També és un punt base d'ascensions al Comabona de 2.554 metres, i a la serra del Moixeró.